# Emicida: Amarelo - É Tudo pra Ontem
Emicida: Amarelo - É Tudo Pra Ontem (estilizado como Emicida: AmarElo - É Tudo Pra Ontem) é um filme documentário brasileiro que estreou em 2020. O documentário foi produzido pela Netflix em parceria com o Laboratório Fantasma.
O documentário teve o trailer e data de lançamento divulgados no dia 17 de novembro de 2020, o documentário está previsto para ser lançado no dia 8 de dezembro de 2020.

## Sinopse
O documentário mescla animações, entrevistas e cenas do bastidores do álbum Amarelo, do rapper Emicida lançado em 2019. Ao mesmo tempo, conta história da cultura negra brasileira nos últimos 100 anos.

## Produção
Dirigido por Fred Ouro Preto, montado por Fernando Faria Freitas e produzido por Evandro Fióti, co-criador da Laboratório Fantasma, o documentário acompanha o show de Emicida no Theatro Municipal de São Paulo em 2019, percorrendo a história da cultura negra no Brasil ao longo dos últimos 100 anos.
Além de tudo isso, o documentário traz entrevistas exclusivas com grandes artistas nacionais, incluindo Fernanda Montenegro, Zeca Pagodinho e Pabllo Vittar.

## Prêmios e indicações
| Ano  | Prêmio             | Categoria                 | Resultado | Ref   |
| ---- | ------------------ | ------------------------- | --------- | ----- |
| 2021 | Emmy Internacional | Melhor Programa Artístico | Indicado  | [ 6 ] |